# Beatrice Tornatore
Beatrice Tornatore est une gymnaste rythmique italienne, née le 21 juillet 1999 à Padoue.

## Palmarès

### Championnats du monde
- Pesaro 2017
  -  médaille d'or en groupe 5 cerceaux